# Ciclisme als Jocs Olímpics d'estiu de 1948
Als Jocs Olímpics d'Estiu de 1948 celebrats a Londres (Regne Unit) es disputaren 6 proves de ciclisme, totes elles en categoria masculina. Aquestes proves es dividiren en dues de ciclisme en ruta, formades per una contrarellotge individual, el temps de la qual fou utilitzada per a decidir el resultat de la contrarellotge per equips, i en quatre proves de ciclisme en pista.
Les proves es realitzaren entre els dies 7 i 11 d'agost, les de ciclisme en ruta en un circuit urbà i les de ciclisme en pista foren realitzades al Velòdrom Herne Hill de Londres.

## Resum de medalles

### Ciclisma en ruta
| Prova                             | Or                                                             | Argent                                                     | Bronze                                              |
| Ruta Detalls                      | José Beyaert                                                   | Gerrit Voorting                                            | Lode Wouters                                        |
| Contrarellotge per equips Detalls | BèlgicaLéon Delathouwer · Eugène van Roosbroeck · Lode Wouters | Regne UnitRobert John Maitland · Ian Scott · Gordon Thomas | FrançaJosé Beyaert · Jacques Dupont · Alain Moineau |

### Ciclisma en pista
| Prova                             | Or                                                                   | Argent                                                                   | Bronze                                                                    |
| Quilòmetre contrarellotge Detalls | Jacques Dupont                                                       | Pierre Nihant                                                            | Tommy Godwin                                                              |
| Velocitat individual Detalls      | Mario Ghella                                                         | Reg Harris                                                               | Axel Schandorff                                                           |
| Tàndem Detalls                    | ItàliaRenato Perona · Ferdinando Teruzzi                             | Regne UnitAlan Bannister · Reg Harris                                    | FrançaGaston Dron · René Faye                                             |
| Persecució per equips Detalls     | FrançaFernand Decanali · Pierre Adam · Serge Blusson · Charles Coste | ItàliaRino Pucci · Arnaldo Benfenati · Guido Bernardi · Anselmo Citterio | Regne UnitWilfred Waters · Robert Geldard · Tommy Godwin · David Ricketts |

## Medaller
| Posició | País          | Or | Argent | Bronze | Total |
| 1       | França        | 3  | 0      | 2      | 5     |
| 2       | Itàlia        | 2  | 1      | 0      | 3     |
| 3       | Bèlgica       | 1  | 1      | 1      | 3     |
| 4       | Regne Unit    | 0  | 3      | 2      | 5     |
| 5       | Països Baixos | 0  | 1      | 0      | 1     |
| 6       | Dinamarca     | 0  | 0      | 1      | 1     |